# L'Indépendant (Guinée)
Pour les articles homonymes, voir L'Indépendant.
L'Indépendant est un hebdomadaire guinéen créé en 1992.

## Histoire

### Contexte
Au début des années 1990, le président Lansana Conté libéralise l'économie et autorise le multipartisme. De manière concomitante naissent des journaux indépendants tels que L'Indépendant et Le Lynx, alternative au journal gouvernemental Horoya.

### 1992-1999
Le journal naît en 1992 à l'initiative de l'Association guinéenne des intellectuels réunis (AGIR), qui rassemble de jeunes cadres de l'administration guinéenne attachés à la liberté d'expression. Son fondateur est Aboubacar Sylla et la publication, alors bimensuelle, est à l'origine assurée par Mohamed Sacko. Le premier numéro paraît le 4 juin 1992. Par la suite, Alkaly Sylla, Abdoulaye Top et Thierno Dayédio Barry compteront parmi les directeurs de la publication du journal.
Le journal est basé jusqu'en décembre 1999 à Kaloum, dans un immeuble propriété de l'État ; la rédaction en est expulsée après un article mettant en cause le ministre des Mines de l'époque pour malversations. S'ensuit également l'arrestation d'Aboubacar Sylla et la confiscation du numéro incriminé[réf. à confirmer].
Tout au long de la décennie 1990, le groupe L'Indépendant, qui comprend alors également les titres hebdomadaires Le Kakimbo (faits divers), L’Indépendant-Plus et
Carrefour Magazine (culture), s'impose comme le premier titre de presse écrite.

### Années 2010
Après avoir été situé à Ratoma, le siège social de L'Indépendant est désormais situé à Dixinn.
En 2014, le groupe L'Indépendant est au cœur d'un conflit social qui oppose plusieurs de ses journalistes à la direction : ils font grève en mai, réclamant des salaires ou montants de piges non-perçus. Une dizaine d'entre eux, licenciés à l'occasion de cette grève, contestent en justice ledit licenciement, qu'ils jugent abusif.

## Ligne éditoriale
L'Indépendant se veut à sa création indépendant – comme son nom l'indique – du pouvoir politique en place (la présidence de la Guinée est assurée de 1984 à 2008 par Lansana Conté) et cultive à ce titre sa liberté d'expression. Le premier éditorial affirme ainsi :

« [L'Indépendant sera] attentif aux positions de tous les Guinéens, aussi diverses soient-elles et demeurera ferme à ne pas s’en laisser conter en matière de liberté de ton et de respect des valeurs éthiques sur lesquelles s’appuie le journaliste. Notre démarche vise à n’exclure de nos préoccupations aucune partie de notre peuple. Elle dénoncera les fauteurs de troubles et les
auteurs d’actions préjudiciables au développement harmonieux de la nation. »

Certains journalistes, cadres de l'administration, écrivent sous pseudonyme pour conserver leur liberté de ton ainsi que leur emploi. Le journal est jugé proche de l'opposition à Lansana Conté. À sa création, L'Indépendant affiche également son intention de participer à l'éducation civique des jeunes guinéens, jugés délaissés par les « partis politiques naissants ».
L'Indépendant est un hebdomadaire généraliste dans lequel l'actualité politique occupe une place prépondérante ; ses trois rubriques principales sont intitulées « politique », « économie » et « société ». Son niveau de langue est soutenu – car ses auteurs sont généralement universitaires – et il peut ainsi être considéré comme « élitiste ».

## Caractéristiques techniques

### Format
Le journal, depuis sa création, compte 12 pages en quadrichromie et au format A2, comptant chacune cinq colonnes.

### Diffusion
L'Indépendant sort chaque lundi, tandis que Le Démocrate (au contenu semblable et produit par la même rédaction) paraît chaque jeudi. Selon Mamadou Dian Baldé, son directeur de la publication, interrogé en 2010, le tirage de L'Indépendant est d'environ 3 000 exemplaires chaque semaine ; il y aurait selon la même source 30 % d'invendus. La distribution, comme celle des autres titres guinéens, est aléatoire, peu organisée et se limite généralement à la capitale Conakry.